# 市川喜猿 (5代目)
五代目 市川喜猿（いちかわ きえん、1975年7月12日 - ）は、歌舞伎役者。屋号は澤瀉屋。定紋は三つ追い葉沢瀉。前名は市川段三郎。本名は佐藤 賢（さとう まさる）。群馬県出身。歌舞伎名跡「市川喜猿」の当代。

## 来歴
- 1975年（昭和50年）7月12日生まれ、群馬県安中市松井田町出身。町立横野小学校、町立南中学校卒業。
- 1996年、四代目市川段四郎に入門、6月名古屋中日劇場で行われた『平家女護島・俊寛』の船頭で市川段三郎の名で初舞台を踏む。
- 2003年（平成15年）、三代目市川猿之助（現在の二代目市川猿翁）門下となり五代目市川喜猿を名乗る。襲名披露は7月歌舞伎座「四谷怪談忠臣蔵」奥田庄三郎ほか。
- 2003年の「西太后」博多座公演では三代目市川猿之助が休演した際、猿之助の代役を市川右近が務めたため、本来右近が演じる予定であった光緒帝（藤間紫演じる西太后の相手役）を務めた[1]。猿之助は2004年6月中日劇場公演も休演したため同様の配役となった[2]。
- 2015年（平成27年）歌舞伎座『蜘蛛絲梓弦』の卜部季武ほかで名題昇進。

## 主な出演
- スーパー歌舞伎『新・三国志Ⅱ』司馬子尚
- スーパー歌舞伎『ヤマトタケル』 - 熊襲弟タケル、犬神の使者
- スーパー歌舞伎Ⅱ『ワンピース』 - ハンニャバル
- スーパー歌舞伎Ⅱ『新版オグリ』 - カキ婆、馬喰、中原祐善
- 『たぬき』 - 野師虎介
- 「星合世十三團」 - 梶原の臣　ほか

## 人物
- 野球好きで知られ、市川猿之助一座の草野球チーム、モンキーズでプレーしている。
- 同郷のプロ野球選手福岡ソフトバンクホークスの清水将海と親交があり、清水がかって所属した千葉ロッテマリーンズ、中日ドラゴンズ、福岡ソフトバンクホークスの3球団を応援。オフを利用し、球場にも足を運んでいる。